# Emperador de todas las Rusias
El Emperador/Emperatriz de Toda Rusia o Emperador/Emperatriz Panruso/a (en ruso antes de la reforma ortográfica de 1918: Императоръ Всероссійскій, Императрица Всероссійская; en ruso después de la reforma ortográfica de 1918: Император Всероссийский, Императрица Всероссийская), fue el título utilizado por el monarca del Gobierno zarista en el Imperio ruso desde el año 1721 hasta el año 1917.
El título de «emperador» fue adoptado en relación con la victoria en la guerra del Norte y fue una adaptación del título real bajo el sistema de títulos adoptados en Europa. El anejo «Toda Rusia» (Всероссийский/ая, Vserossiyski/aya; es decir, Panruso/a) fue una modificación del prefijo tradicional «Toda Rus» en el idioma eslavo eclesiástico (Всея Руси, Vseyá Rusí), usado en los títulos de los gobernantes rusos desde los tiempos de los Grandes Duques de Vladímir.

## Historia
El título de Emperador de Toda Rusia fue creado bajo el reinado de Pedro I. Después de la victoria en la Gran Guerra del Norte y la firma del Tratado de Nystad en septiembre del año 1721, el Santísimo Sínodo Gobernante y el Senado Gobernante decidieron presentar a Pedro el título de emperador de Rusia con la siguiente redacción: 

De la misma forma que el Senado romano para las nobles acciones de sus emperadores, para tal título que hoy es públicamente un regalo que se trae con los estatutos y honores perpetuos firmados en este momento".

El 22 de octubrejul./ 2 de noviembre de 1721greg., Pedro I tomó oficialmente el título. Las naciones de Prusia y Holanda reconocieron de inmediato el nuevo título del Zar ruso, Suecia lo hizo en el año 1723, Turquía en 1739, Gran Bretaña y Austria en 1742 , Francia en 1745, España en 1759 y, finalmente la Mancomunidad en el año 1764. El estado ruso, en consecuencia, se conoció desde entonces como el Imperio ruso.
El 5 de febrero del año 1722, Pedro emitió un Decreto sobre la sucesión al trono, que abolió la antigua costumbre de pasar el Trono a los descendientes directos a través de la línea masculina, pero permitió que el nombramiento de cualquier persona digna fuera el heredero del monarca.
Para el 5 de abril de 1797, Pablo I de Rusia estableció un nuevo orden de herencia. De ahora en adelante, el orden de herencia al trono ruso, y luego el polaco y el finlandés afiliados a él, se basó en el principio de la primogenitura, es decir, con la intercesión de sus descendientes ascendiendo en caso de muerte o abdicación de este último hasta el momento de abrir la herencia. Ante la ausencia de herederos en línea directa, el trono pasa a un lado en la línea de sucesión. Dentro de cada línea (recta o lateral), los varones se prefieren a las hembras, y las líneas laterales masculinas se llaman antes que las hembras. La entrada al trono para los miembros llamados, se limitaba a la confesión de la fe ortodoxa. La mayoría de edad para el Emperador reinante (y el Heredero) era a los 16 años, hasta esta edad (y también en otros casos de incapacidad) su autoridad era ejercida por el gobernante o regente.
Todos los emperadores que gobernaron Rusia pertenecían a la misma familia imperial: la Casa Románov, cuyo primer representante, Miguel I de Rusia, se convirtió en el monarca en el año 1613. A partir del año 1761, los descendientes de la hija de Pedro I Ana y el duque de Holstein-Gottorp Karl Friedrich, que descendían de Holstein-Gottorp (rama de la dinastía de Oldenburg), reinaron en las líneas genealógicas, y estos representantes de la Casa de Románov, a partir del gobernante Pedro III, llevaron el nombre de Holstein-Gottorp Románov.
Al renunciar al trono el 2 de marzo (se hizo efectivo el 15 de marzo) del año 1917, el emperador Nicolás II, tanto para él como para su hijo Tsesarévich Alekséi, y el 3 de marzo de ese año, su hermano Miguel Románov se negó a "aceptar el Poder Supremo", el Imperio de facto dejó de existir. El 1 de septiembre de 1917, el gobierno provisional ruso declaró a Rusia una república, la República Rusa.

## Poderes y estatuto legal
El artículo 1 de las Leyes Básicas del Imperio ruso en la redacción que estuvo vigente hasta el año 1906 declaró que “El Emperador de Toda Rusia es un monarca autocrático e ilimitado. Para obedecer su soberanía no solo por temor, sino también por su conciencia, a quien Dios mismo mandó". Los términos "autocrático" e "ilimitado", que coinciden en su significado, indican que todas las funciones del poder estatal en la formación de la ley, la actividad expeditiva dentro del marco legal (ejecutivo), y la administración de justicia (jurídico) se llevaron a cabo completamente y sin la participación obligatoria de otras instituciones. la aplicación de algunos de ellos a ciertos organismos que actúan en su nombre y bajo su autoridad (art. 81).
De acuerdo con el artículo 1, Rusia se proclamaba una monarquía absoluta.
El 23 de abril de 1906, las Leyes Básicas fueron enmendadas en relación con la publicación por parte del emperador ruso Nicolás II el 6 de agosto del año 1905 del Manifiesto sobre el establecimiento de la Duma Imperial de Rusia, el 17 de octubre de 1905 con el Manifiesto "Sobre la mejora del orden estatal" y el 20 de febrero de 1906 con la Reorganización del Consejo de Estado del Imperio ruso. En la nueva edición del GPA, el anterior artículo 1 se convirtió en el artículo 4 y, al tiempo que conservaba el signo de autocracia y supremacía, al mismo tiempo se privó del signo de ilimitación. Su nuevo texto decía que "el poder autocrático supremo pertenece al emperador de toda Rusia. Para obedecer su autoridad, no solo por temor, sino también por su conciencia, que Dios mismo mandó". En ese momento Rusia se había convertido en una monarquía constitucional.
Por el mismo acto, las Leyes Básicas se complementaron con disposiciones "que delimitan con mayor precisión el dominio del poder del gobierno supremo que nos pertenece inseparablemente del poder legislativo", describiendo los poderes del monarca (anteriormente esto no era necesario debido al poder imperial ilimitado). El emperador ejerció la autoridad legislativa "en unidad con el Consejo de Estado y la Duma Imperial de Rusia" (Artículo 7). firmó las leyes, y sin su confirmación, ninguna ley podría haber tenido efecto.(Artículo 9); Al emperador se le otorgó el derecho de iniciativa legislativa en relación con todas las leyes, y exclusivo en relación con la revisión de las Leyes Básicas (Artículo 8). El poder ejecutivo en el país ("El poder de la administración en todo su volumen") pertenecía enteramente al emperador, mientras que el jefe de Estado lo ejercía directamente, y en los asuntos de la administración del subordinado, según la ley, se le confiaba cierto grado de poder. ya las personas que actúen bajo su nombre y por sus órdenes (artículo 10). En la orden de gobierno supremo, el emperador emitió, en conformidad con las leyes, los decretos "para la organización y el funcionamiento de varias partes de la administración estatal", así como los mandatos necesarios para la ejecución de las leyes.
El emperador fue el líder supremo de todas las relaciones exteriores de Rusia con países extranjeros y determinó la dirección de la política internacional del país (Artículo 12), declaró la guerra y la paz, así como los tratados con países extranjeros (Artículo 13). Además, el emperador, según el Artículo 14, era el "líder soberano" del Ejército Imperial Ruso, era dueño del comando supremo sobre todas las fuerzas armadas terrestres y navales del estado ruso y poseía el derecho exclusivo a emitir decretos y leyes de "estado", así como el establecimiento de restricciones al derecho de residencia y la adquisición de bienes inmuebles en las localidades que constituyen áreas de servidumbre y fortalezas de armada y flota. El emperador declaraba la posición oficial en el caso de un conflicto militar o suceso excepcional (Art. 15). También poseía el derecho a acuñar y determinar su apariencia (art. 16).
De acuerdo con el Artículo 17, el emperador designó y destituyó al presidente y a los miembros del Consejo de Ministros, a los supervisores principales de las partes individuales, así como a otros funcionarios, a menos que este último tenga un procedimiento diferente para el nombramiento y el despido. En relación con los sirvientes, el emperador estableció las restricciones causadas por los requisitos del servicio público (Artículo 18). Otorgó premios estatales y, derechos estatales, y también determinó las condiciones y el procedimiento para otorgar premios estatales (Art. 19).
El emperador emitió decretos directamente en relación con sus bienes personales y con respecto a los bienes del estado (asignados no a un monarca específico, sino a la figura del emperador como jefe de Estado; dichos bienes no podían ser legados, integrados en una sección o sujetos a otros tipos de enajenación). Tanto esas como otras propiedades estaban exentas de impuestos y tasas de regulación (Artículo 20). Como jefe de la casa imperial, el monarca pertenecía, según la Institución de la familia imperial, a un orden de propiedad específico; también determinó la estructura de las instituciones y organizaciones bajo la autoridad del ministro de la corte imperial, así como el procedimiento para administrarlas (v. 21).
La figura del emperador, también ejercía el poder judicial en el estado (art. 22), poseía el derecho del indulto y, en general, la potestad de ejercer misericordia en casos especiales que no estaban contemplados por las leyes generales, siempre y cuando esto no violara los intereses de nadie protegidos por la ley y los derechos civiles (art. 23).
El artículo 23 de las Leyes Básicas estipulaba que los ukazes del emperador serían confirmados por el presidente del Consejo de Ministros o por el correspondiente ministro o jefe de departamento y se harían públicos por el Senado Gobernante.

## Título soberano
El título completo de emperador a principios del siglo XX (art. 37 est. Zak.):
Por la gracia de Dios, observamos al Emperador y Autócrata de Toda Rusia, Moscú, Kiev, Vladímir, Nóvgorod; Zar de Kazán, Zar de Astracán, Zar de Polonia, Zar de Siberia, Zar del Quersoneso Taúrico, Zar de Georgia; Señor de Pskov y Gran Príncipe de Smolensk, Lituania, Volhynia, Podolia, Finlandia; Príncipe de Estland, Livland, Courland, Semigalia, Samogitia, Belostok, Karelia, Tver, tierra de Yugorski, Perm, Vyatka, Bolgar y otros; Señor y Gran Príncipe de Nizhni Nóvgorod, Chernígov, Riazán, Pólotsk, Rostov, Yaroslavl, Belozersk, tierra de Udorski, Obdorsk, Kondia, Vítebsk, Mstislav, y todos los países del norte Maestro; Señor de Iberia, y las tierras de Kartli y Kabardia y las provincias armenias; Soberano hereditario y gobernante de los príncipes circasianos y montañosos y de los otros; Señor del Turquestán; Heredero de Noruega; Duque de Schleswig-Holstein, y Stormarn.

### Título de Nicolás II
Nicolás II ostentaba el título más extenso que decía:

“Por la misericordia viajera de Dios, soy Nicolás Segundo, Emperador y Autócrata de toda Rusia, Moscú, Kiev, Vladímir, Nóvgorod; Zar de Kazán, Zar de Astracán, Zar de Polonia, Zar de Siberia, Zar del Quersoneso Taúrico, Zar de Georgia; Soberano de Pskov y el Gran Duque de Smolensk, Lituania, Volinia, Podolsk y Finlandia; Príncipe de Estland, Lifland, Kurland y Semigalsky, Samogit, Belostok, Korela, Tver, Ugra, Perm, Vyatka, búlgaro y otros; Soberano y Gran Príncipe de Nóvgorod Nizovskii, Chernígov, Riazán, Pólotsk, Rostov, Yaroslavl, Belozersky, Udora, Obdorsky, Kondiysky, Vítebsk, Mstislavsky y Señor de todos los países del norte; y el Soberano de Íverskaia, Kartlinski y las tierras y regiones Kabardias de Armianski; Príncipe de las montañas Cherkasy y de los otros Soberanos y Titulares Hereditarios; Soberano de Turquestán; "El heredero de noruega, Herzog de Schleswig-Goolstein, Stormarn, Ditmarsen y de Oldenburg, y así sucesivamente, ".

Versión corta del título:

"Por la gracia de Dios, soy Nicolás Segundo, el Emperador y Autócrata de Toda Rusia, el Rey de Polonia, el Gran Duque de Finlandia, y así sucesivamente".